# 冒険企画局
冒険企画局（ぼうけんきかくきょく、英: Adventure Planning Service）は近藤功司を代表として1987年8月に発足した制作プロダクション。あえてサークルに見えるような形をとっている。テーブルトークRPGやボードゲームの制作で知られるが、アニメやゲームの攻略本・ファンブックといった書籍の編集・執筆、昨今ではコンシューマソフトの開発支援も行っている。「冒険企画局」は屋号であり、登記上の法人格（商号）は『冒険支援株式会社』である。
テーブルトークRPGの代表作はウィッチクエスト、サタスペ、迷宮キングダムなど。TRPG製品については、冒険企画局自体で出版・展開している作品がある他、ホビーベース等から出版されているものがある。
代表的な所属クリエイターとして河嶋陶一朗、星宮すみれ、池上りき、池田朝佳、齋藤高吉らがおり、イラストレーターとしては高橋里佳、落合なごみなどが所属している。
かつて所属していたクリエイターに、伏見健二、わきあかつぐみ（藤浪智之）などがいる。
また、関係の深いイラストレーターとしては速水螺旋人があげられる。

## 略歴
1987年8月に、近藤功司を代表として発足。結成のきっかけとなった企画は、ウォーロック誌（社会思想社）に掲載された黒川金山への取材があげられる。その後、ウォーロック誌やドラゴンマガジン誌（富士見書房）を中心に活動した。この時期の代表作に、ファンタジーRPGクイズ（五竜亭シリーズ）、ウィッチクエストなどがある。この時期はテーブルトークRPGとそれに関連する作品が多く、また「ユキリア世界」という共通ワールド、「アップルベーシック」という共通システムを展開していた。
その後ウォーロック誌の休刊時期を境に、テーブルトークRPG関連の作品の発表は休止状態となり、コンピュータゲームの攻略本などの編集・執筆、コンシューマソフトの開発支援を中心に活動する。またこの時期、近藤功司デザインによるパズルゲーム『あさめしまえにゃんこ』（1994年/スーパーファミコン）も制作した。
2000年代に、同人誌テーブルトークRPG界で活躍していた河嶋陶一朗がプロ・ゲームデザイナーとなり、冒険企画局所属となる。以後、テーブルトークRPG作品の発表を再開し、Role&Roll誌などでサポートを展開している。ただし、この時期のテーブルトークRPG作品は、ユキリア世界系の冒険企画局作品とは異なる系統の作品だと見なされることがある（特にサタスペ・シリーズは河嶋陶一朗がアマチュア時代から続けていた作品である）。

## ユキリア世界
近藤功司が基本設定を行なった共通の世界設定で、1980 - 90年代前半に冒険企画局が展開した作品は、この世界に準拠している。

## 主要作品一覧

### テーブルトークRPG

#### ユキリア世界系
- 『ファンタジーRPGクイズ』シリーズ　富士見書房〈富士見ドラゴンブック〉
- 『レムリカ銃士隊』シリーズ　翔企画 - メインゲームデザイン：近藤功司
- 『アップルベーシック』シリーズ　宙出版等
  - ウィッチクエスト
  - 光と闇のレジェンド
  - おねがい！ご先祖さま
  - こちら榊心霊相談室
  - 私立赤霧学園
  - タイムスライダー Λ（ラムダ）時空管理局
  - RPGシナリオメイカー 6つの世界の物語
  - 『能登半島幽霊事件』　講談社X文庫ティーンズハート - 風見潤の小説『幽霊事件シリーズ』のゲーム化。デザイン星宮すみれ

#### サタスペ・シリーズ
メインゲームデザイン河嶋陶一朗によるシリーズ
- 『サタスペ』（同人誌として発表）
- 『サタスペ Re-MIX 99』（同人誌として発表）
- 『サタスペ REmix+』　ホビーベース
  - 『サタスペ番外地』シリーズ
  - 『サタスペ食べ放題』
- 『アジアンパンクRPG サタスペ』　新紀元社、2008年。
  - 河嶋陶一朗・冒険企画局『サタスペ リプレイ アジアンパンク GOGO!』　新紀元社〈Role&Roll Books〉、2009年。
  - 池田朝佳・冒険企画局　『サタスペ ホラー・リプレイ 叫びの家』　新紀元社〈Role&Roll Books〉、2010年。

#### 迷宮キングダム・シリーズ
メインゲームデザイン河嶋陶一朗によるシリーズ
- 『迷宮キングダム』　ホビーベース
  - 『迷宮クロニクル』シリーズ
  - 『まよカード』シリーズ - 『迷宮キングダム』のデータをカード化したもの
  - 『迷宮キングダム・リプレイ1　黙示録の乙女』　富士見書房〈富士見ドラゴンブック〉、2007年。
  - 『迷宮キングダム・リプレイ2　災厄の王子』　富士見書房〈富士見ドラゴンブック〉、2007年。
  - 『迷宮デイズ』　冒険企画局、2008年。
  - 速水螺旋人　『オープンダイス・キングダム』　冒険企画局、2009年。 - コミック

#### サイコロフィクション・シリーズ
河嶋陶一朗がデザインした基本システムに基づくシリーズ。
- 『ご近所メルヒェンRPG ピーカーブー』　新紀元社〈Role&Roll Books〉、2008年。 - ゲームデザイン：落合なごみ
- 『現代忍術バトルRPG シノビガミ - 忍神 -』　新紀元社〈Role&Roll Books〉、2009年。
  - 『シノビガミ リプレイ シノビガミ弐 刃魔激突』　新紀元社〈Role&Roll Books〉、2009年。
  - 『シノビガミ リプレイ シノビガミ参 るつぼ奇譚』　新紀元社〈Role&Roll Books〉、2010年。
  - 『シノビガミ リプレイ シノビガミ死 棄神宮殿』　新紀元社〈Role&Roll Books〉、2010年。
  - 『シノビガミ リプレイ シノビガミ乱 不帰城』　新紀元社〈Role&Roll Books〉、2011年。
- 『ホラーアクションRPG ハンターズ・ムーン』　新紀元社〈Role&Roll Books〉、2010年。 - ゲームデザイン：齋藤高吉
- 『魔道書大戦RPG マギカロギア』　新紀元社〈Role&Roll Books〉、2011年。
- 『超次元カードバトルRPG カードランカー』　新紀元社〈Role&Roll Books〉、2012年。
- 『マルチジャンル・ホラーRPG インセイン』　新紀元社〈Role&Roll Books〉、2013年。
- 『リアリティショーRPG キルデスビジネス』　新紀元社〈Role&Roll Books〉、2013年。 - ゲームデザイン：齋藤高吉
- 『艦隊これくしょん -艦これ- 艦これRPG』KADOKAWA（富士見書房） 2014年

その他、告知されたが開発中の『カットスロート・プラネット』（ゲームデザイン：速水螺旋人）が存在する。

#### その他
- 『聖珠伝説パールシード』　ツクダホビー、1992年。 - 伏見健二・わきあかつぐみ制作
- 『リングバース』　新紀元社、1993年。 - 富永民紀・山北篤制作
- 『.hack//無限増殖』 - 河嶋陶一朗制作。同タイトルのゲームをもとにしたTRPG。『.hack//The World』誌に掲載。
- 『恋と冒険の学園TRPG エリュシオン』 - 河嶋陶一朗制作。クラウドゲートのウェブトークRPG「エリュシオン」をもとに開発。
- 『神話創世RPG アマデウス』 河嶋陶一朗／冒険企画局、富士見書房、2015年、319頁。ISBN 978-4-04-070764-8

### その他の書籍
- 冒険企画局　『テーブルトークRPG入門』　マイクロデザイン出版局〈ロールプレイングBOOKS〉、1991年。 - 安田均監修
- 近藤功司・冒険企画局　『やっぱりRPGが好き!』　富士見書房〈富士見ドラゴンブック〉、1992年。
- 近藤功司・冒険企画局　『それでもRPGが好き!』　富士見書房〈富士見ドラゴンブック〉、1993年。
- 冒険企画局編　『女の子だってRPGしたいんだもん!』　富士見書房〈富士見ドラゴンブック〉、1995年。
- 中川裕介・冒険企画局　『キミはミリオンアーティスト！？』　アートブック本の森、2001年。 - ゲームブック
- 池田朝佳　『鍵開けキリエと封緘師（シギルムス） - 小箱は開くのを待っている』　富士見書房〈富士見ファンタジア文庫〉、2009年。 - 小説
- 池田朝佳　『鍵開けキリエと封緘師（シギルムス） - モラトリアム・ミッドサマー』　富士見書房〈富士見ファンタジア文庫〉、2010年。 - 小説
- 『まるごと一冊冒険企画局』 新紀元社、2010年。 - ムック。『迷宮キングダム』や『ハンターズ・ムーン』シナリオ、『シノビガミ』リプレイ、『サタスペ』追加ルールを掲載。

### ボードゲーム、カードゲーム
- 『迷宮牧場の決闘』 - 『迷宮キングダム』をテーマにした西部劇スタイルのカードゲーム
- 『迷宮コンクエスト ダンジョン・ウォー』 - 『迷宮キングダム』をテーマにしたカードゲーム
  - 『迷宮コンクエスト エクスパンション ゴールド・ウォー』 - 『ダンジョン・ウォー』のエクスパンションセット。小鬼コイン付属
- サタスペボードゲーム 大大阪 - 『サタスペ』をテーマにしたボードゲーム。ゲームデザインは中村誠
- バロンポテトの晩餐会 - ボードゲーム。ゲームデザインとイラストはフーゴ・ハル & 奥谷道草
- 『迷宮砦の攻防』 - 『迷宮キングダム』をテーマにしたボードゲーム
- 『シェフィ』 - ひつじを殖やすカードゲーム。コンピュータゲーム化もされた

### コンピュータゲーム
- ネクロスの要塞 アスク講談社 - PCエンジン用ソフト
- 百の世界の物語　アスク講談社 - ファミリーコンピュータ用ソフト
- あさめしまえにゃんこ　ザムス - スーパーファミコン用ソフト
- トラブル☆ウィッチーズAC 〜アマルガムの娘たち〜（原作:スタジオシエスタ） - アーケードゲーム
- クリムゾンクローバーforNESiCAxLive（四ツ羽根） - アーケードゲーム
- Crimzon Clover WORLD IGNITION（四ツ羽根） - Steam配信

## 攻略本、ファンブックを制作した作品
- 第4次スーパーロボット大戦
- スーパーロボット大戦F
- ポケットモンスターカードゲーム
- ガンダムウォー
- 重装機兵ヴァルケン
- トキオ ～東京都第24区～
- テーマパーク
- ワールドネバーランド
- 真・女神転生
- 真・女神転生II
- 真・女神転生if...
- .hack
- 新世紀エヴァンゲリオン2